# 派克县 (亚拉巴马州)
派克县（英語：Pike County）是位于美国亚拉巴马州东南部的一个县，县治特洛伊。根据美国人口调查局2000年统计，共有人口29,605，其中白人占60.77%、非裔美国人占36.6%。